# 木村有子
木村 有子（きむら ゆうこ）は、翻訳家。

## 人物
東京生まれ。1970年父親の転勤に伴い家族でプラハへ。1973年までの2年半余り、プラハの小学校に通う。1984年日本大学芸術学部文芸学科卒業後、1984年からチェコスロヴァキア政府給費留学生となり、プラハ・カレル大学に2年間留学。新聞社勤務の後、1989年より1994年にかけての4年間、夫と共にドイツの西ベルリン、マンハイム、フランクフルト、ドイツ統一後のベルリンに住む。この間、フランクフルト・ゲーテ大学、ベルリン自由大学のスラブ学科に在籍してチェコ語など東欧の言語を学ぶ。1987年頃より、チェコ映画の字幕翻訳を始め、映画、アニメーション映画の字幕翻訳、テレビのドキュメンタリー番組の翻訳や通訳、ライター、時にコーディネーターとして雑誌に関わる。2002年よりチェコの絵本「もぐらくんの絵本シリーズ」偕成社が刊行されて以来、主にチェコの絵本や児童文学の翻訳を行う。講演やエッセイなどを通して、チェコの文化を日本に紹介している。、

## 主な翻訳

### 児童書
- 『金色の髪のお姫さま：チェコの昔話集』カレル・ヤロミール・エルベン/文、アルトゥシ・シャイネル/絵、2012.11、岩波書店、ISBN 978-4001156577
- 『金色の髪のお姫さま：チェコの昔話集』カレル・ヤロミール・エルベン/著、2013.11、日本ライトハウス（点字図書）
- 『こいぬとこねこのおかしな話』ヨゼフ・チャペック/作、2017.5、岩波書店、ISBN 978-4001142402
- 『クリスマスのあかり：チェコのイブのできごと』レンカ・ロジノフスカー/作、出久根育/絵、2018.10、福音館書店、ISBN 978-4834084184
- 『火の鳥ときつねのリシカ：チェコの昔話』木村有子/編訳、出久根育/絵、2021.4、岩波書店、ISBN 978-4001142549
- 『かしこいきつねの物語』小学館世界Ｊ文学館 ヨゼフ・ラダ/作・絵、2022.11、小学館（電子版）、Jp-e 09D114010000d0000000
- 『長い長い黒猫の話』小学館世界Ｊ文学館 カレル・チャペック/作、ヨゼフ・チャペック/絵、2022.12、小学館（電子版）、Jp-e 09D115370000d0000000

### 絵本
- もぐらくんシリーズ
  - 『もぐらくん、おはよう』ヨゼフ・ブルクネル/作、ズデネック・ミレル/絵、2002.6、偕成社、ISBN 978-4032100105
  - 『もぐらくん、ぼうけんだいすき』ヨゼフ・ブルクネル/作、ズデネック・ミレル/絵、2002.6、偕成社、ISBN 978-4032100204
  - 『もぐらくん、おうちをつくろう』ズデネック・ミレル/作・絵、2002.10、偕成社、ISBN 978-4032100402
  - 『もぐらくんとまいごのうさぎ』ズデネック・ミレル/作・絵、2002.10、偕成社、ISBN 978-4032100303
  - 『もぐらくんとゆきだるまくん』ハナ・ドスコチロヴァー/作、ズデネック・ミレル/絵、2004.1、偕成社、ISBN 978-4032101102
  - 『もぐらくんとパラソル』ハナ・ドスコチロヴァー/作、ズデネック・ミレル/絵、2004.10、偕成社、ISBN 978-4032101201
  - 『もぐらくんとオオワシ：もぐらくんのお話』ハナ・ドスコチロヴァー/作	ズデネック・ミレル/絵、2007.8、偕成社、ISBN 978-4033135502
  - 『もぐらくんとなつ』ハナ・ドスコチロヴァー/作、ズデネック・ミレル, カテリーナ・ミレル/絵、2009.4、偕成社、ISBN 978-4032100600
  - 『もぐらくんとはる』ハナ・ドスコチロヴァー/作、ズデネック・ミレル, カテリーナ・ミレル/絵、2009.4、偕成社、ISBN 978-4032100501
  - 『もぐらくんとふゆ』ハナ・ドスコチロヴァー/作、ズデネック・ミレル, カテリーナ・ミレル/絵、2009.9、偕成社、ISBN 978-4032100808
  - 『もぐらくんとあき』ハナ・ドスコチロヴァー/作、ズデネック・ミレル, カテリーナ・ミレル/絵、2009.9、偕成社、ISBN 978-4032100709
  - 『もぐらくんとクリスマス』ハナ・ドスコチロヴァー/作、ズデネック・ミレル 絵、2009.11、偕成社、ISBN 978-4032101300
  - 『もぐらくんとテレビ : もぐらくんのお話』ハナ・ドスコチロヴァー/作、ズデネック・ミレル/絵、2011.2、偕成社、ISBN 978-4033136202
  - 『もぐらくんとみどりのほし』ハナ・ドスコチロヴァー/作、ズデネック・ミレル/絵、2012.1、偕成社、ISBN 978-4032101409

- 『おとぎばなしをしましょう』フランチシェク・フルビーン/ぶん、イジー・トゥルンカ/え、2004.4、プチグラパブリッシング、ISBN 978-4939102554
- 『こえにだしてよみましょう』フランチシェク・フルビーン/ぶん、イジー・トゥルンカ/え、2004.4、プチグラパブリッシング、ISBN 978-4939102585
- 『ありさんあいたたた…』ヨゼフ・コジーシェック/ぶん、ズデネック・ミレル/え、2004.6、プチグラパブリッシング、ISBN 978-4939102615
- 『ありさんあいたたた…』ヨゼフ・コジーシェック/ぶん、ズデネック・ミレル/え、2011.11、ひさかたチャイルド、ISBN 978-4893259318
- 『ゆかいなきかんしゃ』ヤン・チャレック/ぶん、ズデネック・ミレル/え、2006.1、ひさかたチャイルド、ISBN 978-4893250476
- 『せかいでいちばんおかねもちのすずめ』エドアルド・ペチシカ/ぶん、ズデネック・ミレル/え、2006.3、プチグラパブリッシング、ISBN 978-4903267241
- 『まぬけのイワン』マクシム・ゴーリキー/ぶん、ズデネック・ミレル/え、2006.5、プチグラパブリッシング、ISBN 978-4903267272
- 『ひよことむぎばたけ』フランチシェク・フルビーン/ぶん、ズデネック・ミレル/え、2008.5、ひさかたチャイルド、ISBN 978-4893257062
- 『ちびとらちゃん』ヨゼフ・パレチェク/え、リブシェ・パレチコヴァー/ぶん、2007.11、アットアームズ、ISBN 978-4903116006
- 『ちいさなよるのおんがくかい』ヨゼフ・パレチェク/絵、リブシェ・パレチコヴァー/文、2009.3、アットアームズ、ISBN 978-4903116020
- 『どうぶつたちがねむるとき』イジー・ドヴォジャーク/作、マリエ・シュトゥンプフォヴァー/絵、小宮輝之/監修、2017.6、偕成社、ISBN 978-4032027600、「チェコで最も美しい本2014年」で児童書部門の３位を受賞[1]
- 『きつねがはしる』チェコのわらべうた ヨゼフ・ラダ/絵、木村有子/編訳、2023.11、岩波書店、ISBN 978-4001154054

### チェコ映画
- 書籍
  - 『オテサーネク―妄想の子供』 ヤン・シュヴァンクマイエル/著、Jan Svankmajer/原著、寺尾次郎/共訳、小野田若菜/共訳、ペトル ホリー/共訳、吉森 由美/共訳、2001.10、工作舎、ISBN 978-4875023562

- 実写字幕
  - 『鳥獣の館/美女と野獣より』監督／ユライ・ヘルツ、クラウンレコード、1978（第9回 パリ国際ファンタスティック映画祭観客賞受賞）
  - 『ブラッディー・フリーウェイ』監督／ユライ・ヘルツ、高速ヴァンパイア/販売元：エプコット、1981
  - 『カルパテ城の謎』監督／オルドリッチ・リプスキー、1987年東京国際ファンタスティック映画祭上映作品、チェコ怪奇骨董幻想箱vol.2 リプスキーBOX、2004.2
  - 『アインシュタイン暗殺計画』監督／オルドリッチ・リプスキー、チェコ怪奇骨董幻想箱vol.2 リプスキーBOX、2004.2
  - 『チェコ人形アニメの巨匠たち』原案／ブジェチスラフ・ポヤル、2008
  - 『パーティーと招待客』脚本・監督：ヤン・ニェメツ[5]

- アニメーション字幕
  - 『ホンジークとマジェンカ』（1980年）監督／カレル・ゼマン、1989年NHK放映。日本スカイウェイ/パル企画/ケイブルホーグ（1981年Giffoni Valle Piana青少年国際映画祭・グランプリ受賞、1981年エスピンコ国際映画祭・グランプリ受賞、1982年Tomar青少年国際映画祭・グランプリ受賞）
  - イジー･トルンカの世界 監督／イジィ・トルンカ
    - 『フルビーネクのサーカス』（1946年/23分）イジー･トルンカの世界Vol.3、日本コロムビア、2002.6

  - チェコアニメ傑作選  発売元レン・コーポレーション、チェスキー・ケー/発売元コロムビアミュージックエンタテイメント
    - 『探偵シュペイブル』（1955年/22分）監督／ブジェチスラフ・ポヤル、チェコアニメ傑作選Ⅰ、日本コロムビア、2006.12[6]
    - 『樫の葉が落ちるまで』（1991年/28分）監督／ヴラスタ・ポスピーシロヴァー、チェコアニメ傑作選Ⅱ、日本コロムビア、2006.12 [7]

  - イジィ・トルンカ作品集 監督／イジィ・トルンカ、発売元レン・コーポレーション、チェスキー・ケー/発売元ジュネオンエンタテイメント
    - 『チェコの古代伝説』（1952年/83分）イジィ・トルンカ作品集Vol.2[8]、2007.2
    - 『金の魚』（1951年/15分）イジィ・トルンカ作品集Vol.3[9]、2007.2
    - 『贈り物』（1946年/16分）イジィ・トルンカ作品集Vol.4[10]、2007.2
    - 『真夏の夜の夢』（1959年/75分）イジィ・トルンカ作品集Vol.5[11]、2007.2
    - 『おじいさんの物々交換』（1954年/9分）イジィ・トルンカ作品集Vol.5[11]、2007.2
    - 『クテャーセクとクティルカ』（1954年/18分）イジィ・トルンカ作品集Vol.5[11]、2007.2

  - ポヤルさんのDVD-BOX  監督/ブジェチスラフ・ポヤル、2009.3、日本コロムビア[12]　
    - 『名声』（1959年/13分）ポヤルさんのバン、バン、バーン！、
    - 『なぜ人は犬を飼うのか』（1979年/11分）ポヤルさんのバン、バン、バーン！
    - 『ネコと言葉』（1960年/15分）ポヤルさんのネコのお絵描き
    - 『ネコのお絵描き』（1960年/13分）ポヤルさんのネコのお絵描き
    - 『ネコの学校』（1961年/15分）ポヤルさんのネコのお絵描き
    - 『快適な住まいとは？』（1960年/16分）ポヤルさんの小さな道化師ファンファロン

  - 『Lejkaライカ』監督／アウレル・クリムト[5]

## 主な著書

### エッセイ
- 『チェコのヤポンカ:私が子どもの本の翻訳家になるまで』2024.1、かもがわ出版、ISBN 978-4780313109

## その他

### エッセイ・解説（雑誌など）
- 「クルテクは、映画の中でなんていってるの？」クルテク～もぐらくんと森のなかまたち、「もぐらのクルテク」映画パンフレット、2002.12、プチグラパブリッシング
- 「チェコらしさって？」『アニメーターズ１・カレル・ゼマン』、2003.8、オムロ、ISBN 978-4890486878
- 「プラハのご自宅にズデネック・ミレルさんを訪ねて」世界中で愛されるチェコの絵本・第1回、『絵本工房Pooka』第5号、2004.2、学研プラス、ISBN 978-4056033120
- 「チェコの絵本事情」、「ヨゼフ・パレチェクさんインタビュー」、「1度は手にとってみたいチェコの絵本　Select24」世界中で愛されるチェコの絵本・第2回、『絵本工房Pooka』第6号、2004.5、学研プラス、ISBN 978-4056034370

- 「チェコアニメを観た夜」i feel読書風景 DVDレビュー、No.31 2005 Winter、2005.1、紀伊國屋書店

- 「夏の日、ミレルさんの庭で･･･」『クルテクの生みの親 ズデネック・ミレル原画集』、2005.3、プチグラパブリッシング、ISBN 978-4939102820
- 「チェコの宝箱」2005.6～2006.5、月刊ウインド[15]
- 「チェコ映画字幕翻訳事始」『CUKR』[16]創刊2号2005年、夏
- 「もぐらくんとクルテクとトッピーと」『CUKR』創刊号2005年、[16]、『別冊CUKR』

- 「チェコの子どもの本に魅せられて」[17]
- 新刊エッセイ｜木村有子さん＆出久根育さん『クリスマスのあかり』[18]

### 翻訳
- 「ブジェチスラフ・ポヤル インタビュー」（共訳）共訳『チェコアニメ新世代』、2002.10、エスクァイアマガジンジャパン、ISBN 978-4872950830
- 「ズデネック・ミレル Q＆A」、「ズデネック・ミレル氏について－ハナ・ドスコチロヴァー」「Krtekクルテク」Picture Frends 第4弾、2004.9、プチグラパブリッシング、ISBN 978-4939102684

### 論文
- 「チェコ語の児童書選書にかかわる調査報告書」海外の児童書に関する調査、国立国会図書館国際子ども図書館、2016.3[19]

### コーディネート、執筆
- ガイドブックドイツ編企画（新生ベルリン、メルヘン街道、エリカ街道）『ゆ〜ゆ〜ブック 5』1992.3、講談社
- ロマンチック街道とメルヘン街道『週刊地球旅行No.16』Vol.1 No.16 (16)、1998.9、講談社
- 黄昏の古都プラハとボヘミア－『週刊地球旅行No.57』Vol.2 No.17 (57)、1999.5、講談社
- ブダペストとドナウ紀行－『週刊地球旅行No.68』Vol.2 No.28 (68)、1999.7、講談社
- 「特集：キュビズム建築ベスト10・プラハを散歩する」企画、『TITLE』、2003.3、文芸春秋社

### 講演、レクチャー
- 「チェコのクリスマスナイト ～今夜だけ、みんなでチェコ人になろう！～」出演、2008.12[20]
- 「チェコ フェスティバル '08 in お台場」出演、2008.8[21]

### テレビ字幕、通訳、講師など
NHK、TBS、テレビ朝日のテレビ字幕翻訳、チェコと絵本・アニメなどのチェコ文化に関する講演会、絵本作家・デザイナーなどのインタビューの通訳、チェコテレビ、歌劇場等での通訳、チェコ語講座の講師など多数。

### 注記
1. ↑  木村有子ウェブサイト：その他、2022年10月25日閲覧。

## 関連リンク
- 木村有子ウェブサイト
- 木村有子フェイスブック